# Кузьменко Іван Прокопович
Іван Прокопович Кузьменко (нар. 29 грудня 1920, Новоолександрівка — пом. 9 березня 2006, Київ) — радянський офіцер-артилерист, Герой Радянського Союзу (1945), в роки німецько-радянської війни командир батареї 1314-го легкого артилерійського полку 21-ї легкої артилерійської бригади 6-ї артилерійської дивізії прориву 47-ї армії 1-го Білоруського фронту, старший лейтенант.

## Біографія
Народився 29 грудня 1920 року в селі Новоолександрівка Приазовського району Запорізької області в селянській родині. Українець. Член КПРС з 1942 року. Освіта середня. У 1939 році закінчив два курси Бердянського учительського інституту. Працював учителем у Дніпровській неповній середній школі Кам'янсько-Дніпровського району Запорізької області.
У 1939 році призваний до лав Червоної Армії. У боях німецько-радянської війни з червня 1941 року. У 1943 році закінчив курси молодших лейтенантів. Воював на 1-му Білоруському фронті.
Відзначився в Берлінській операції. Перебуваючи в бойових порядках піхоти, вміло корегував вогонь батареї, знищуючи вогневі точки противника, сприяв захопленню ряду населених пунктів на захід від Берліна.
25 квітня 1945 року вогнем гармат підтримував стрілецький підрозділ в бою на підступах до міста Потсдам. Першим з розрахунками гармат подолав канал, чим забезпечив переправу стрілецької роти через водну перешкоду.
5 травня 1945 року разом з піхотою форсував річку Гафель в районі населеного пункту Баніц за чотири кілометри на південний схід від німецького міста Премніц. Старший лейтенант І. П. Кузьменко відбив вісім контратак танків і піхоти ворога, утримуючи займаний плацдарм до підходу підкріплення.

Фото І.Кузьменка у двотомному видані «Герои Советского Союза. Краткий биографический словарь»

Указом Президії Верховної Ради СРСР від 31 травня 1945 року за зразкове виконання бойових завдань командування і проявлені при цьому мужність і героїзм старшому лейтенантові Івану Прокоповичу Кузьменко присвоєно звання Героя Радянського Союзу з врученням ордена Леніна і медалі «Золота Зірка» (№ 7917).

Могила Івана Кузьменка

Після закінчення війни продовжував службу в армії. У 1949 році закінчив військово-артилерійську школу. З 1960 року підполковник І. П. Кузьменко — в запасі. Працював старшим інспектором відділу кадрів БМУ-1 тресту «Київ-електромонтаж». Жив у Києві. Помер 9 березня 2006 року. Похований у Києві на міському цвинтарі «Берківці».

## Нагороди
Нагороджений орденом Леніна, орденом Червоного Прапора, орденом Олександра Невського, орденом Вітчизняної війни 1-го ступеня, трьома орденами Червоної Зірки, медалями.